# Obstfelder (Adelsgeschlecht)

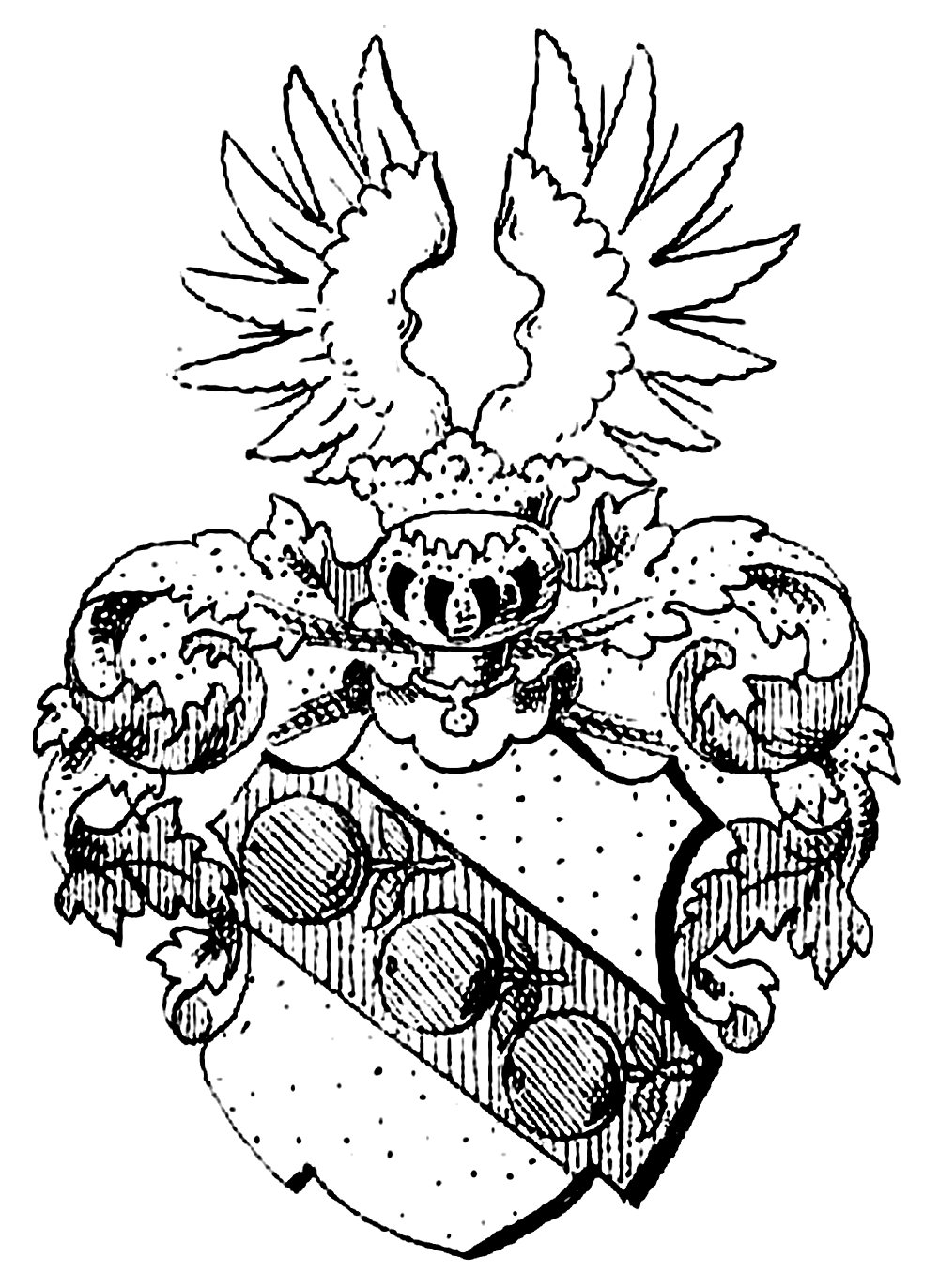
Wappen derer von Obstfelder

Obstfelder (vormals ggf. auch de Ousfelde, Ovesfeld, Ovesfelde o. ä.) ist der Name eines ursprünglich aus Mitteldeutschland stammenden, noch blühenden Adelsgeschlechts.
Dieses ist von einigen bürgerlichen namensgleichen Familien und Namensträgern in Norwegen zu unterscheiden, wenngleich diese wahrscheinlich stammesverwandt sind.

## Geschichte
Nach Familienüberlieferungen besteht eine Verwandtschaft zum in den Jahren 1205 bis 1289 auf Burg Oebisfelde besitzlichen Geschlecht von Ovesfeld, weswegen dort der mittelalterliche Stammsitz der Familie vermutet wird. Die ab 1528 historisch belegte Familie umfasst eine Linie mit Wurzeln in Kärnten und eine Linie mit Herkunft aus Sachsen.

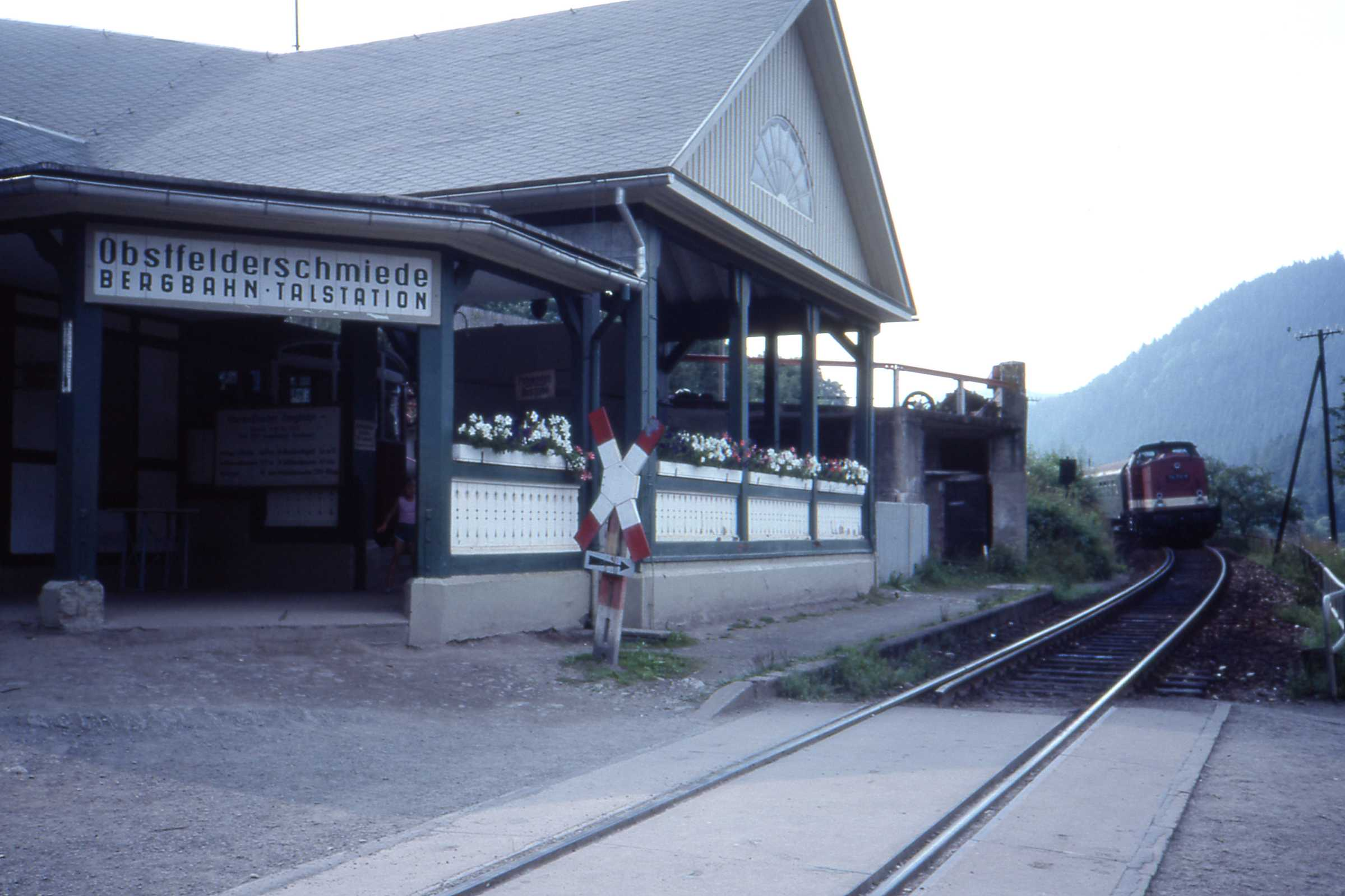
Bahnstation Obstfelderschmiede (August 1989)

Der aus dem Adel der schwarzburgischen Territorien hervortretende Zweig wurde am 10. Juli 1558 mit einem Wappenerneuerungs-Brief von Kaiser Ferdinand I. für die Gebrüder Hans, Wolfgang und Volemar von Obstfelder bedacht. Ein altes Lehen stellte zudem das im Schwarzburgischen befindliche Eisenhüttenwerk Obstfelderschmidte dar, dessen Benennung sich auf den ab 1528 belegten Namen der Besitzerfamilie Obstfelder zurückführen lässt.
Die auf den 1827 verstorbenen Oberstleutnant Johann Georg Friedrich von Obstfelder zurückgehende briefadelige Linie war im 19. Jahrhundert im Königreich Preußen bedienstet, wobei jedoch einem Sohn desselben, Carl Heinrich Ludwig von Obstfelder (* 23. April 1799), möglicherweise der Adel 1819 gerichtlich aberkannt wurde.
Aus einem nach Norddeutschland (Hamburg, Glückstadt) gelangten, auf Hans Kaspar von Obstfelder (1694–1773) zurückgehenden, Zweig entstammte zudem wohl auch der verarmte norwegische Schriftsteller Sigbjørn Obstfelder.

## Namensträger
- Johann Georg Friedrich von Obstfelder († 1827) preußischer Oberstleutnant, in Berlin 1817; ⚭ Juliane Spener, deren Nachfahren:
- Caspar Heinrich Wilhelm von Obstfelder (* 18. März 1803; † 1877), ab 1857 preußischer Dirigent der Hofkammer der königlichen Familiengüter (Hofkammerdirektor) und wirklicher Geheimer Oberfinanzrat[5]
- Carl Heinrich Ludwig von Obstfelder (* 23. April 1799), preußischer Offizier, 1819 Adel aberkannt
- Auguste (Julie) von Obstfelder (* vor 1809)[6], Gouvernante der Prinzessin Elisabeth von Preußen
- Johann Georg Carl Anton von Obstfelder, Inhaber einer Wollen-, Leinen-u. Seidenwäscherei, Langergang Nr. 5 in Hamburg, 1847[7]
- Sigbjørn Obstfelder (* 21. November 1866 in Stavanger; † 29. Juli 1900 in Kopenhagen), norwegischer Schriftsteller
- Carl von Obstfelder, Autor Chronik der Stadt Crossen a. d. Oder, 1925
- Hans von Obstfelder (* 6. September 1886 in Steinbach-Hallenberg; † 20. Dezember 1976 in Emstal), deutscher General der Infanterie während des Zweiten Weltkriegs

## Wappen
Blasonierung: Auf goldem Schild ein roter, mit drei grünen Äpfeln belegter Schrägbalken. Auf dem gekrönten Turnierhelm ein offener Flug.